# Стейсі Кіч
Стейсі Кіч (англ. Stacy Keach; нар. 2 червня 1941) — американський актор.

## Біографія
Стейсі Кіч народився 2 червня 1941 року у місті Саванна, штат Джорджія, в театральній родині. Мати Мері Кейн була актрисою, а батько Волтер Стейсі Кіч старший директором театру. Завдяки своєму батькові, викладачу драматичного мистецтва в коледжі «Армстронг Юніор», він виявляє своє акторське покликання. Закінчив середню школу міста Ван-Найз в 1959 році. Вивчав англійську мову і драматичне мистецтво в університеті штату Каліфорнія. Продовжив навчання в школі драматичного мистецтва Єльського університету і в Лондонській академії музики і драматичного мистецтва. З 1966 року актор позабродвейських театрів, а 1969 року потрапляє на Бродвей. Став відомим театральним актором, лауреатом премії «Obie», премії Вернон Райс та інших.
Кінематографічну кар'єру Стейсі Кіч починав, як і багато голлівудських акторів, з невеликих ролей. Перші великі ролі зіграв у фільмах «Нові центуріони» і «Жирне місто» (1972). Драматичне дарування Стейсі Кіча з усією повнотою розкрилося в таких роботах, як роль Варрави в картині «Ісус з Назарету» (1977), професора Едварда Фостера у стрічці «Бог людожерів» (1978), Френка Джеймса в картині «Ті, що скачуть здалеку» (1980), Камерона Александра в блокбастері «Американська історія Х» (1998).
Глядацьку популярність завоював зігравши Майка Хаммера в екранізації поліцейських романів Міккі Спіллейна «Детектив Майк Хаммер», до цього персонажа Стейсі Кіч повертався неодноразово в декількох телесеріалах. В даний час працює диктором, озвучує науково-популярні фільми, що демонструються на каналі «Діскавері».

## Особисте життя
Стейсі Кіч був одружений чотири рази: на Кетрін Бейкер (1964—1970), Мерилін Ейкен (1975—1979), Джилл Донахью (1981—1986) і Мальгозії Томассо (з 1986). Є двоє дітей від останнього шлюбу.

## Фільмографія
- 1972 — Нові центуріони / The New Centurions
- 1978 — Велика битва / Il grande attacco
- 1980 — Ті, що скачуть здалеку / The Long Riders
- 1980 — Шепіт янголів / A Rumor of War
- 1989 — Забуті / The Forgotten
- 1991 — Місія акули / Mission of the Shark
- 1993 — Мішки для трупів / Body Bags
- 1996 — Втеча з Лос-Анджелеса / Escape from L.A.
- 1998 — Американська історія Ікс / American History X
- 1999 — Діти кукурудзи 666: Айзек повернувся / Children of the Corn 666: Isaac's Return
- 2000 — Напролом / Icebreaker
- 2000 — Вулиці милосердя / Mercy Streets
- 2003 — Коли орел атакує / When Eagles Strike
- 2004 — Молодий батько / El Padrino
- 2005 — Чоловік з галасливим мозком / Man with the Screaming Brain
- 2008 — Дабл ю / W
- 2012 — Спадок Борна / The Bourne Legacy
- 2013 — Небраска / Nebraska
- 2013 — Уга Буга / Ooga Booga
- 2013 — Літачки / Planes
- 2014 — Якщо я залишусь / If I Stay
- 2014 — Літачки: Рятувальний загін / Planes: Fire and Rescue
- 2014 — Місто гріхів 2: Жінка, заради якої варто вбивати / Sin City: A Dame to Kill For
- 2015 — Правда / Truth
- 2016 — Мобільник / Cell
- 2016 — Золото / Gold
- 2018 — Кодекс Готті — Ніл Деллакрок
- 2025 — Джей Келлі / Jay Kelly